# Lista de prefeitos de Avaré
Esta é uma lista dos chefes do executivo Municipal da Estância Turística de Avaré.
Durante a Primeira República, os prefeitos eram eleitos de maneira indireta, ou seja, indicados pela Câmara de vereadores. Após a Revolução de 1930, e durante o Estado Novo, os prefeitos passaram a ser nomeados pelo Interventor Federal de São Paulo, que acumulava tarefas antes atribuídas ao governador do estado. A partir de 1948, os prefeitos passaram a ser eleitos pelo sufrágio universal direto

## Prefeitos Municipais (1890 - Atualidade )
| Nº | Nome                                  | Retrato | Início do Mandato      | Fim do Mandato         | Partido                            | Notas                                                                                         |
| 1  | Eduardo Lopes de Oliveira             |         | 20 de janeiro de 1890  | 1890                   |                                    |                                                                                               |
| 2  | Antônio Gomes de Amorim               |         | 1896                   | 1896                   |                                    |                                                                                               |
| 3  | José Vicente do Amaral Leite          |         | 1897                   | 1897                   |                                    |                                                                                               |
| 4  | Osório Dias Baptista                  |         | 1898                   | 1898                   |                                    |                                                                                               |
| 5  | Antônio Lopes de Medeiros             |         | 1899                   | 1899                   |                                    |                                                                                               |
| 6  | João Dias Néias                       |         | 1900                   | 1900                   |                                    |                                                                                               |
| 7  | Evaristo Ramos                        |         | 1900                   | 1902                   |                                    |                                                                                               |
| 8  | Faustino de Lima Gutierres            |         | 1902                   | 1902                   |                                    |                                                                                               |
| 9  | José Vicente do Amaral Leite          |         | 1902                   | 1902                   |                                    |                                                                                               |
| 10 | Antônio Júlio de Castro Guimarães     |         | 1902                   | 1904                   |                                    |                                                                                               |
| 11 | Arthur de Carvalho                    |         | 1904                   | 1904                   |                                    |                                                                                               |
| 12 | Edmundo Trench Júnior                 |         | 1905                   | 1911                   | PRP                                | Renunciou ao mandato                                                                          |
| 13 | Ludovico Lopes de Medeiros            |         | 1912                   | 1913                   |                                    |                                                                                               |
| 14 | Horácio Dias Baptista                 |         | 1913                   | 1914                   |                                    |                                                                                               |
| 15 | Miguel Abreu de Lima Pereira Coutinho |         | 1914                   | 1918                   |                                    |                                                                                               |
| 16 | João Dias Ayres                       |         | 1918                   | 1919                   |                                    |                                                                                               |
| 17 | Antônio Gomes de Oliveira             |         | 1919                   | 1920                   |                                    |                                                                                               |
| 18 | Lázaro Augusto do Amaral              |         | 1920                   | 1921                   |                                    |                                                                                               |
| 19 | Joaquim Leonel Monteiro               |         | 1921                   | 1922                   |                                    |                                                                                               |
| 20 | Tito de Oliveira Motta                |         | 1923                   | 1924                   |                                    |                                                                                               |
| 21 | João Victor de Maria                  |         | 1924                   | 1925                   |                                    |                                                                                               |
| 22 | José Bastos Cruz                      |         | 1925                   | 1930                   |                                    |                                                                                               |
| 23 | Félix Fagundes                        |         | 1930                   | 1933                   |                                    |                                                                                               |
| 24 | Horácio Dias Baptista                 |         | 1933                   | 1933                   |                                    | Segundo Mandato                                                                               |
| 25 | José Rebouças de Carvalho             |         | 1933                   | 1934                   |                                    |                                                                                               |
| 26 | José Bastos Cruz                      |         | 1934                   | 1934                   |                                    | Segundo Mandato                                                                               |
| 27 | José Rebouças de Carvalho             |         | 1934                   | 1936                   |                                    | Segundo Mandato                                                                               |
| —  | Major Henrique Pavão                  |         | 1937                   | 1937                   |                                    |                                                                                               |
| 28 | Armando Dina                          |         | 1937                   | 1937                   |                                    |                                                                                               |
| 29 | Públio Pimentel                       |         | 1937                   | 1938                   |                                    |                                                                                               |
| 30 | Romeu Bretas                          |         | 1938                   | 1941                   |                                    |                                                                                               |
| 31 | Diamantino Monteiro da Gama           |         | 1941                   | 1945                   |                                    |                                                                                               |
| 32 | João Telles de Menezes                |         | 1946                   | 1947                   |                                    |                                                                                               |
| 33 | Romeu Bretas                          |         | 1947                   | 1947                   |                                    | Segundo Mandato                                                                               |
| 34 | Antônio Ferreira Inocêncio            |         | 1 de janeiro de 1948   | 1 de janeiro de 1953   |                                    |                                                                                               |
| 35 | Romeu Bretas                          |         | 1 de janeiro de 1953   | 1 de janeiro de 1957   |                                    | Terceiro Mandato                                                                              |
| 36 | Paulo Araújo Novaes                   |         | 1 de janeiro de 1957   | 1 de janeiro de 1960   |                                    |                                                                                               |
| 37 | Misael Euphrasio Leal                 |         | 1 de janeiro de 1960   | 1964                   | PTB ARENA                          |                                                                                               |
| 38 | Paulo Araújo Novaes                   |         | 1964                   | 31 de janeiro de 1969  |                                    | Segundo Mandato                                                                               |
| 39 | Fernando Cruz Pimentel                |         | 31 de janeiro de 1969  | 31 de janeiro de 1973  | ARENA                              |                                                                                               |
| 40 | Misael Euphrasio Leal                 |         | 31 de janeiro de 1973  | 31 de janeiro de 1977  | ARENA                              |                                                                                               |
| 41 | Fernando Cruz Pimentel                |         | 31 de janeiro de 1977  | 1 de fevereiro de 1983 | ARENA                              |                                                                                               |
| 42 | Paulo Dias Novaes                     |         | 1 de fevereiro de 1983 | 1 de janeiro de 1989   | MDB                                |                                                                                               |
| 43 | Fernando Cruz Pimentel                |         | 1 de janeiro de 1989   | 1 de janeiro de 1993   |                                    |                                                                                               |
| 44 | Miguel Arcanjo Ferreira Paulucci      |         | 1 de janeiro de 1993   | 1 de janeiro de 1997   | MDB                                |                                                                                               |
| 45 | Joselyr Benedito Silvestre            |         | 1 de janeiro de 1997   | 1 de janeiro de 2001   | PTB                                |                                                                                               |
| 46 | Wagner Bruno                          |         | 1 de janeiro de 2001   | 1 de janeiro de 2005   | PSDB                               |                                                                                               |
| 47 | Joselyr Benedito Silvestre            |         | 1 de janeiro de 2005   | agosto de 2008         | PTB                                | Prefeito Cassado pela Câmara de vereadores                                                    |
| 48 | Lilian Manguli Silvestre              |         | agosto de 2008         | 1 de janeiro de 2009   | PTB                                | Vice Prefeita. Assumiu após a cassação do titular                                             |
| 49 | Rogelio Barchetti Urrêa               |         | 1 de janeiro de 2009   | 1 de janeiro de 2013   | PSDB                               | [ 3 ] [ 4 ]                                                                                   |
| 50 | Paulo Dias Novaes Filho "Poio" Novaes |         | 1 de janeiro de 2013   | 1 de janeiro de 2017   | PT (2012 - 2016) MDB (2016 - 2017) | [ 5 ] [ 6 ]                                                                                   |
| 51 | Jô Silvestre                          |         | 1 de janeiro de 2017   | 1 de janeiro de 2021   | PTB                                | Filho do ex - prefeito Joselyr SilvestreSegundo Prefeito mais jovem da história do município. |
| —  | Jô Silvestre                          |         | 1 de janeiro de 2021   | 1 de janeiro de 2025   | PTB                                | Prefeito Reeleito ao cargo.                                                                   |
| 52 | Roberto Araújo                        |         | 1 de janeiro de 2025   | Atualidade             | PL                                 | [ 11 ]                                                                                        |

1. ↑  «Câmara de Vereadores da Estância Turística de Avaré». www.camaraavare.sp.gov.br. Consultado em 4 de janeiro de 2021
2. ↑  «TSE nega diplomação de prefeito cassado de Avaré-SP - Política». Diário do Nordeste. 29 de dezembro de 2008. Consultado em 25 de março de 2025
3. ↑  «Veja os dados eleitorais do candidato ROGELIO BARCHETI - PR». UOL Eleições 2012. Consultado em 20 de março de 2025
4. ↑  Região, Do G1 Itapetininga e (18 de janeiro de 2012). «Prefeito de Avaré, SP, fala sobre os três anos de governo». Itapetininga e Região. Consultado em 20 de março de 2025
5. ↑  Região, Do G1 Itapetininga e (14 de janeiro de 2014). «Prefeito de Avaré, Poio Novaes, é entrevistado no TEM Notícias». Itapetininga e Região. Consultado em 20 de março de 2025
6. ↑  «Veja os dados eleitorais do candidato POIO NOVAES - PMDB». UOL Eleições 2012. Consultado em 20 de março de 2025
7. ↑  «TSE nega diplomação de prefeito cassado de Avaré-SP - Política». Diário do Nordeste. 29 de dezembro de 2008. Consultado em 25 de março de 2025
8. ↑  Região, Do G1 Itapetininga e (19 de dezembro de 2016). «Prefeito e vereadores eleitos em Avaré são diplomados pela Justiça». Eleições 2016 em Itapetininga e Região. Consultado em 20 de março de 2025
9. ↑  «Jornal O Avaré - Por idade, eis os 10 prefeitos mais novos da história de Avaré». Jornal O Avaré. Consultado em 25 de março de 2025
10. ↑  plustag (16 de novembro de 2020). «Jô Silvestre é o primeiro a se reeleger prefeito em Avaré - Botucatu Online». Consultado em 20 de março de 2025
11. ↑  «Roberto Araujo, do PL, é eleito prefeito de Avaré (SP) | Eleições 2024». Estadão. Consultado em 20 de março de 2025